# みやまあかね
みやま あかね（3月29日 - ）は、日本の漫画家。大分県出身。血液型はO型。
2006年、『ちゃおDX』（小学館）初夏号に掲載された「ここほれ! 恋の秘密兵器」でデビューした。

## 作品一覧

### 連載
- もも蔵&くり犬 （ちゃお2007年8月号 - 2009年7月号）
  - 『ちゃおDX』にて番外編の掲載あり。

### 読みきり
- ここほれ! 恋の秘密兵器 （2006年ちゃおDX初夏号）
- ふりそで娘とかっぱ巻き （2006年ちゃおDX夏号）
- 君にとどけ! 恋あんぱん （2006年ちゃおDX秋号）
- こゆきやこんこん （2006年ちゃおDX冬号）
- ぽわぽわハッピーデイズ （2007年ちゃおDX春待ち号）